# Театр «Сім Муз»
Ексклюзив-театр "Сім Муз"  — єдиний український народний аматорський театр міста Ялти, у репертуарі якого постановки за творами Лесі Українки, Єжи Ґротовського, Ольги Кобилянської, Хорхе Луїса Борхеса, Семюеля Беккета, Івана Малковича. Це єдиний в Україні театральний експеримент при музеї, що став частиною культурного життя Ялти.

## Історія
Ексклюзив-театр «Сім Муз» народився 2003 р. Його дебютом стала вистава «Листи так довго йдуть» (за творами Лесі Українки) на сцені актової зали Кримського державного інституту 25 лютого 2003 р. (на день народження Лесі Українки).
Колектив складали студенти різних курсів (ІІ-IV), переважно українсько-англійські філологи.
Наступна робота творчої групи «Сім муз» — вистава «Хотіла б я...» (за мотивами поезій Лесі Українки) на фестивалі «Лесина осінь-2003» . 
Далі участь у Міжнародному студентському театральному фестивалі аматорів і виступи на львівській сцені з виставами «Хотіла б я...» та «Меланхолійний вальс».
Театр «Сім Муз» бере активну участь у щорічних ялтинських мистецьких заходах «Лесина золота осінь»  та «Ніч в музеї».

## Творчий вплив
«Театр у кошику» (Львів), засл. артистка України Лідія Данильчук, режисери Ірина Волицька, Василь Вовкун , Влад Троїцький.

## Сценічні майданчики
- Музей Лесі Українки в Ялті
- Кримський гуманітарний університет
- Ялтинський центр дитячої та юнацької творчості

## Репертуар
- 2003 (дебют) — «Листи так довго йдуть» (за творами Лесі Українки)
- 2003 — «Хотіла б я...» (Леся Українка) [3]
- 2004 — «Вона» (за твором Ольги Кобилянської «Меланхолійний вальс»)[9]
- 2004 — «Камінний господар» (Леся Українка)[10]
- 2004 — «Осіння буколіка» (аплікація за поезіями Івана Малковича)[11]
- 2005 — «В очікуванні на Ґодо» (Семюель Беккет)[12]
- 2007 — «Кассандра» (Леся Українка)[13]
- 2008 — «Щастя» (драма за творами Лесі Українки («Камінний господар», «Кассандра», «Ізольда Білорука») та творів Хорхе Луїса Борхеса, Семюеля Беккета)[14]
- 2009 — «Осіння казка» (Леся Українка)[6] [15]
- «Адвокат Мартіан» (Леся Українка) (В процесі підготовки. Режисер — Тарас Жирко) [16]

### Театральні проекти
Щорічно з 2006 року  проводить театралізоване дійство (у рамках Всеєвропейської акції) — Ніч в музеї:
- 2008 рік — перфоманс «Я любила вік лицарства» [18]
- 2009 рік — перфоманс «А все-таки прийди» (за творами і епістолярною спадщиною Лесі Українки)[19] [20]
- 2012 рік — перфоманс «Спадкоємці Лесі Українки (кровна та духовна спорідненість письменниці: сучасний погляд)» [21]

## Фестивалі
- Щорічно з 2003 року — свято «Сім струн» (приурочене до Дня народження Лесі Українки, м.Ялта) [22]
- Щорічно з 2003 року — Всеукраїнський фестиваль «Лесина осінь», м. Ялта [3] [23] [6]
- 2004 (травень) — I Міжнародний студентський театральний фестиваль аматорів «СВІЙ» (лауреат), м. Київ [5]
- 2007 — IX щорічний міський конкурс «Суспільне визнання Ялти» (лауреат)[24]
- 2009 (квітень) — І Всеукраїнський фестиваль аматорських театрів «Блакитна троянда» ім. Лесі Українки, м. Луцьк [25] [26]

## Керівництво театру

### Режисери театру
- Олександра Вісич [6]
- Тетяна Павлюк [10]
- Юліана Випирайленко [3]

### Музичне оформлення
- Олександра Семиліт [4]
- Сергій Акішев [4]
- Наталя Юрченко [4]
- народний колектив "Чарівний спів" [10]

### Костюмування
- Богдана Шевчук  [4]